# Villamesías
Villamesías – gmina w Hiszpanii, w prowincji Cáceres, w Estramadurze, o powierzchni 46,47 km². W 2011 roku gmina liczyła 278 mieszkańców.